# David A. Bender
David Allen Bender (* 17. März 1946) ist ein emeritierter Biochemiker, der als Ernährungswissenschaftler am University College London tätig war.
Er beschäftigte sich mit der Aromatischen-L-Aminosäure-Decarboxylase (AADC), dem Tryptophan-Stoffwechsel (Irrsinn, Pellagra, Schistosomiasis) und Vitamin B6.

## Bücher
- David A. Bender, Shauna M. C. Cunningham: Introduction to Nutrition and Metabolism. 6. Auflage. CRC Press, Boca Raton 2021, ISBN 978-1-00-313915-7, doi:10.1201/9781003139157.
- David A. Bender: A dictionary of food and nutrition. 3. Auflage. Oxford, United Kingdom 2018, ISBN 0-19-882900-0.
- David A. Bender: Amino acid metabolism. 3. Auflage. John Wiley & Sons, Chichester, West Sussex 2012, ISBN 978-1-118-35817-7.
- David A. Bender: Bender's dictionary of nutrition and food technology. 8. Auflage. CRC Press, Boca Raton, FL 2006, ISBN 0-8493-7601-7.